# Wissenschaftsgemeinde
Die Wissenschaftsgemeinde (engl. scientific community, oft auch im Deutschen verwendet) ist die Gesamtheit aller am internationalen Wissenschaftsbetrieb teilnehmenden Wissenschaftler. Als Vorläufer in der Sache anzusehen ist der lateinische Begriff der res publica literaria, der bis in das 18. Jahrhundert alle in den Wissenschaften Arbeitenden umfasste und Standesunterschiede oder Nationalitäten als unwesentlich ansah.

## Begriff und Geschichte
Der Begriff trägt nach wie vor dem Umstand Rechnung, dass in den Wissenschaften eigene Kommunikationsformen bestehen sowie eigene Medien – hier sind vor allem die Fachzeitschriften, neuerdings auch die wissenschaftlichen Mailinglisten wichtig. Man trifft sich auf internationalen Fachkonferenzen und kooperiert interdisziplinär, speziell in großen Forschungsprojekten. Die Gemeinschaft bildet ein eigenes Netzwerk aus, bzw. es konzentrieren sich die disziplinspezifischen Diskurse häufig auf Fachgesellschaften, in denen die Wissenschaftler daran arbeiten, ihre Disziplin weiterzuentwickeln. Dort diskutieren sie Fachfragen, stellen neue Fragen und evaluieren wissenschaftliche Beiträge. Eine Aufgabe der Wissenschaftsgemeinschaft ist es auch, die Wissenschaft zu evaluieren und zu legitimieren, sie dient damit als eine Art Qualitätskontrolle. Diese Prozesse in der Wissenschaftsgemeinschaft stellen zwar den Anspruch an Sachorientiertheit, sind jedoch auch als soziale Prozesse zu bewerten. Innerhalb der engeren Netzwerke der Fachgesellschaften werden auch die Weichen für Nachwuchskarrieren gestellt, die häufig von der Protektion innerhalb der Wissenschaften abhängen. Man kennt sich, bespricht sich gegenseitig in den Medien des Wissenschaftsbetriebs und spricht dabei eine eigene Sprache. Auch innerhalb der Netzwerke entstehen personelle Strukturen, in denen einige Wissenschaftler zentralere Stellungen einnehmen und die Richtung der Wissenschaft stärker beeinflussen können als andere Personen des Netzwerks. Diese Strukturen sind lose und informell, orientieren sich jedoch häufig daran, wie etabliert die betreffenden Personen in ihrem institutionellen Kontext sind. Beispielsweise haben Lehrstuhlinhaber oder Leiter von Forschungszentren eine deutlich höhere Chance, auch in der Wissenschaftsgemeinschaft Gehör zu finden.
Der Begriff „scientific community“ verspricht wie sein Vorgänger „res publica literaria“ bei alledem ein innerhalb der Wissenschaften bestehendes übergreifendes Ethos. Das republikanische, einen eigenen Staat bildende Moment, das der herausgehobenen rechtlichen Stellung von Akademikern in der frühen Neuzeit Rechnung trug, wich dabei dem loseren freundschaftlichen, das in „Gemeinschaft“ mitschwingt. Das gängigste deutschsprachige Äquivalent ist der Begriff Wissenschaftsbetrieb, das den Akzent allerdings weit mehr auf die institutionalisierte Seite der Wissenschaften legt.
In der feministischen Sozialforschung wird die Wissenschaftsgemeinde zunehmend auf die ihr innewohnenden geschlechtsspezifischen Ausschlussmechanismen hin untersucht. Dabei steht insbesondere der Anspruch der Wissenschaftsgemeinde auf eine objektive Beurteilung wissenschaftlicher Leistungen auf dem Prüfstand. So ergaben jüngere Untersuchungen, dass wissenschaftliche Leistung immer auch in sozialen Prozessen zugeschrieben wird und dass gerade der Glaube der Wissenschaftsgemeinde an objektive Leistungsbewertung selektive Mechanismen verbirgt, die in vielen Fällen zum Ausschluss von Frauen aus der Gemeinde führt. Ein Effekt der geschlechtsspezifischen Ausschließung von Frauen aus der Wissenschaft ist der Matilda-Effekt, der als Gegenstück zum Matthäus-Effekt konzipiert wurde. Des Weiteren sind spezifische Vorstellungen vom Platz der Frau in der Gesellschaft oder die besonderen, eher prekären Arbeitsbedingungen in der Wissenschaft in diesem Zusammenhang von Bedeutung.